# Leptogenys luederwaldti
Leptogenys luederwaldti är en myrart som beskrevs av Auguste-Henri Forel 1913. Leptogenys luederwaldti ingår i släktet Leptogenys och familjen myror. Inga underarter finns listade i Catalogue of Life.